# Hotel Bellevue (Berlin)

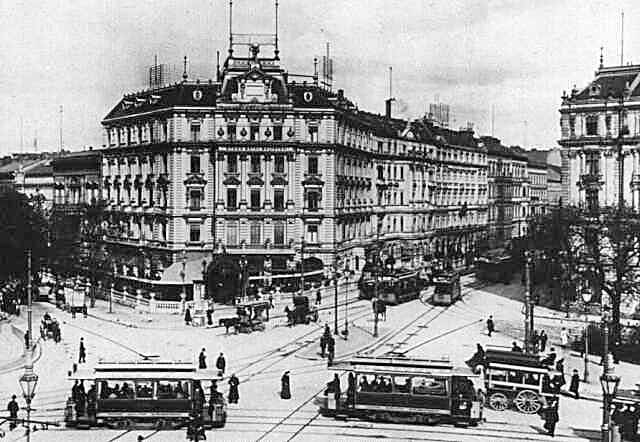
Grand-Hotel Bellevue am Potsdamer Platz, 1903

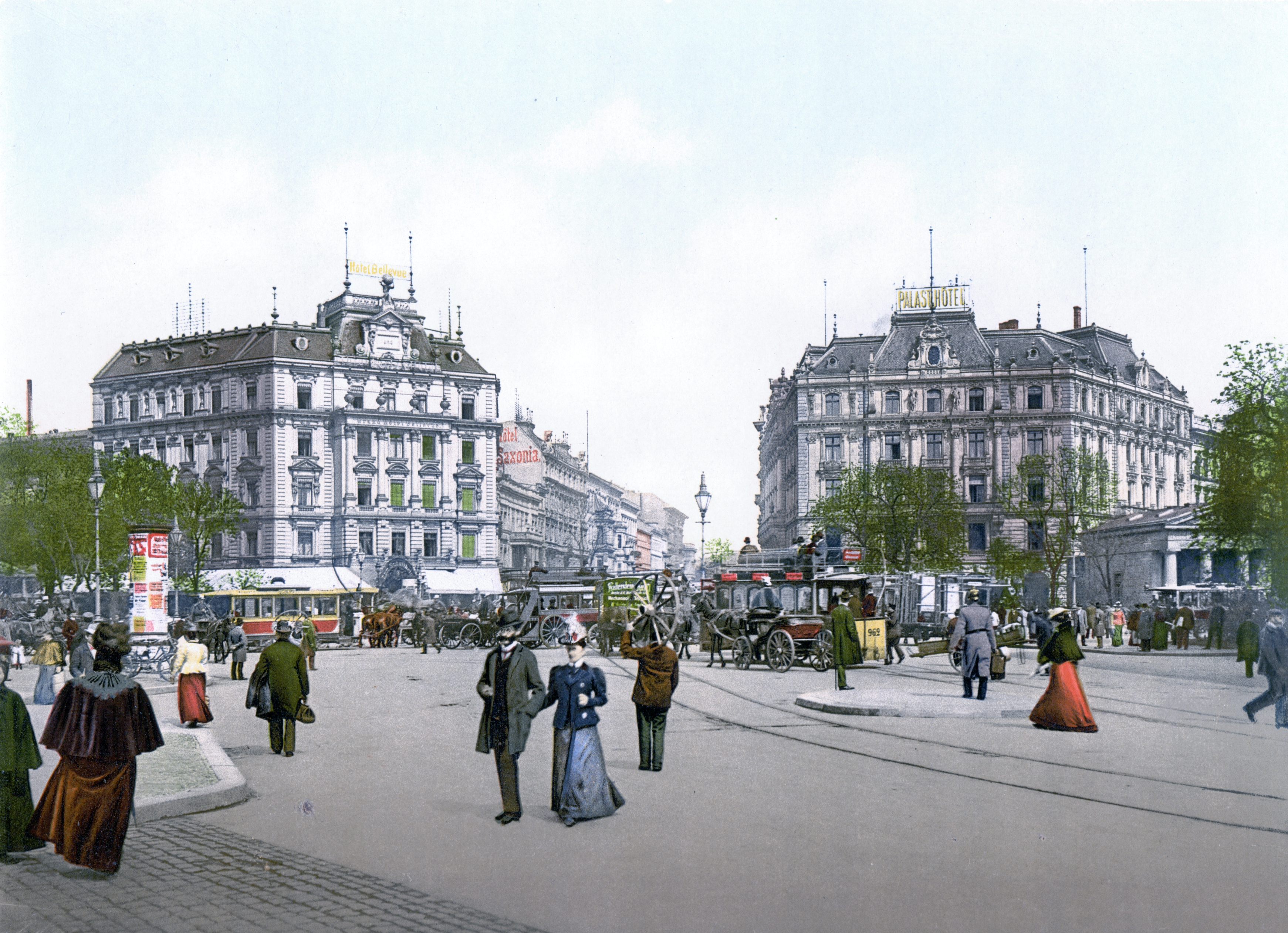
Hotel Bellevue mit seinem ähnlich gestalteten Nachbarbau, dem Palast-Hotel.
Photochromdruck um 1900.

Das Hotel Bellevue war das erste Grand Hotel am Potsdamer Platz in Berlin am Ende des 19. Jahrhunderts.

## Geschichte
Das fünfgeschossige Gebäude stand auf dem Grundstück Potsdamer Platz 1 auf der südlichen Spitze des Lenné-Dreiecks zwischen Bellevuestraße und Königgrätzer Straße, der heutigen Ebertstraße. Es wurde nach Plänen des Architekten Ludwig Heim errichtet und ca. 1884/85 eröffnet. Zunächst trug es den Namen Hôtel du Parc, später war es auch als Thiergarten-Hotel bekannt.
Mit seiner an internationalen Vorbildern orientierten Architektur läutete es die Zeit der Prachtbauten am Potsdamer Platz ein. Zusammen mit dem gegenüberliegenden – ebenfalls von Ludwig Heim entworfenen – Palast-Hotel und dem luxuriösen Hotel Fürstenhof gehörte es Anfang des 20. Jahrhunderts zur Aschinger AG. Bereits 1928 wurde das Hotel wieder abgerissen, um dem Bau des Columbushauses Platz zu machen. Heute ist die Stelle, auf der einst das Hotel Bellevue stand, unbebaut. Unmittelbar dahinter steht das am 10. Januar 2004 eingeweihte Beisheim-Center.
Als Hôtel du Parc bildet das Haus einen der Schauplätze in dem Roman Cécile von Theodor Fontane, der selbst von 1872 bis zu seinem Tod 1898 nicht weit entfernt in der Potsdamer Straße 134c (ab 1938: Nr. 15) wohnte. Das Haus mit Fontanes Wohnung wurde 1906 abgerissen.

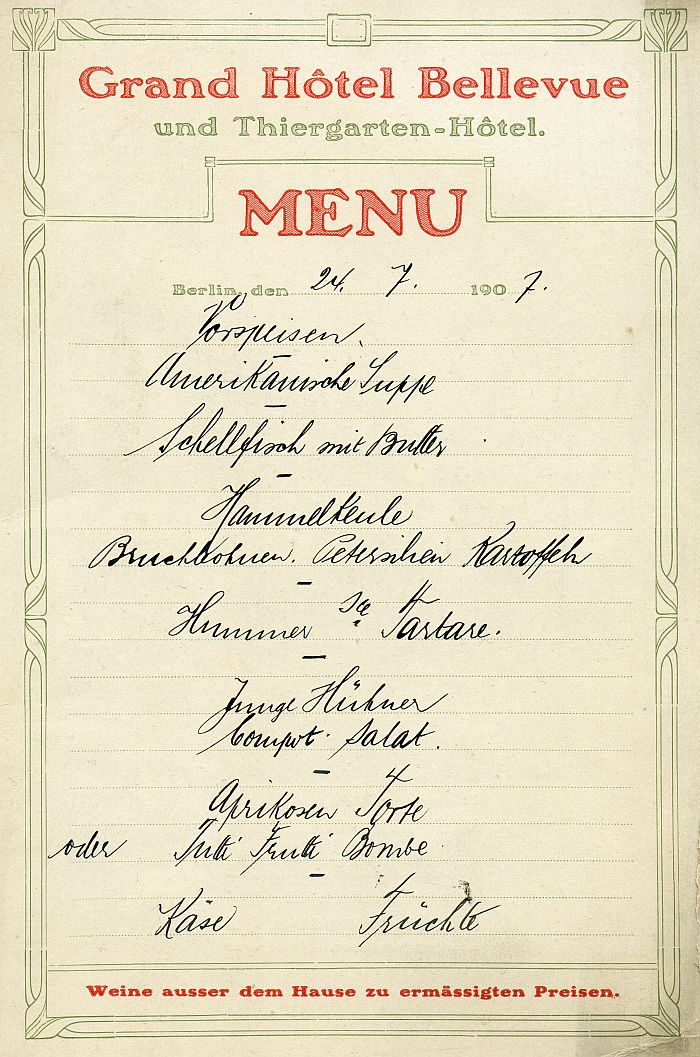
Menükarte von 1907
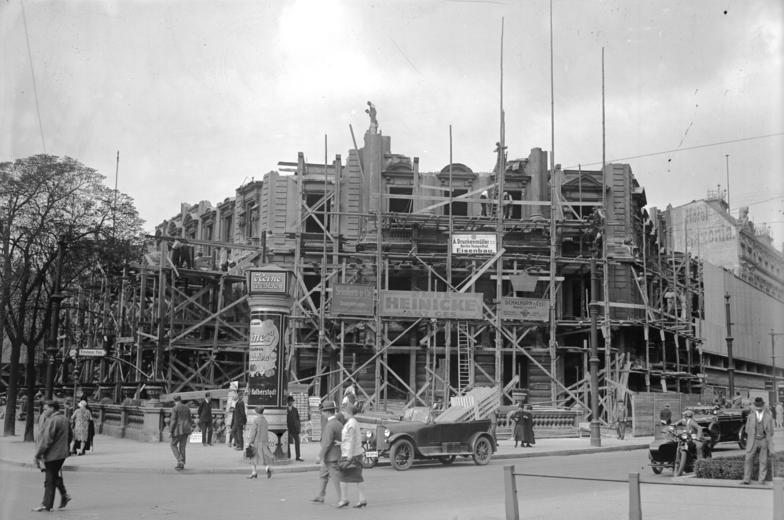
Abriss des Hotels, 1928